# Мажуранич, Иван

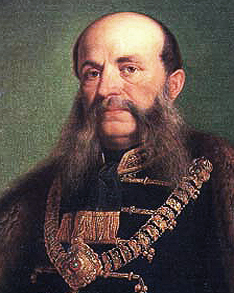

Иван Мажуранич (хорв. Ivan Mažuranić; 11 августа 1814 — 4 августа 1890) — хорватский поэт, лингвист, экономист и политолог, один из активных сторонников идеологии иллиризма, брат Антона Мажуранича и Матия Мажуранича.

## Биография
Иван Мажуранич родился 11 августа 1814 года в городе Нови-Винодолски, происходил из крестьян исторической области Винодол, входившей в состав Хорватского Приморья. После победы над Наполеоном I Хорватское Приморье и Далмация не были присоединены к Хорватии, но были подчинены Вене напрямую. Венский двор проводил политику германизации хорватского населения. Прежде всего, германизированы были школы. По завершении начальной школы в родном городе, Мажуранич окончил гимназию в Риеке, где в совершенстве овладел немецким и венгерским языками (а сверх программы изучил английский и французский). Затем он продолжил образование в венгерском Сомбатхее, где штудировал философию, и в Загребе, где изучал право.
Мажуранич служил адвокатом, принимал участие в разработке славянской юридической терминологии. Свою литературную деятельность Мажуранич начал в журнале Людевита Гая «Danica ilirska», где поместил ряд статей под общим заглавием «Misli». В них он отстаивал идею сближения и культурного единения южных славян под лозунгом иллиризма. Там же он напечатал несколько стихотворений, в том числе программное «Ilir», в котором Мажуранич сопоставлял мирные наклонности «иллира» и его юнацкое мужество при защите своих прав. В этих стихах было заметно влияние латинских классических поэтов. Позже характер стиха Мажуранича изменился, что стало результатом изучения народной поэзии и классических дубровницких писателей. Заслуживает внимания стихотворение «Vékovi Ilirije» («Danica», 1838, № 1), в котором поэт делит историю Иллирии на три периода: первый — золотой век мира, равенства и всеобщей любви; второй — эпоха борьбы с врагами, век героев (Людевит, Кралевич Марко, бан Зринский и др.), которые, однако, не спасли иллиров от тяжелого рабства; третий век ещё только наступает и его задачей является восстановление единства (sloga), необходимость которого воспевали все поэты эпохи иллиризма.
В 1842 году Мажуранич вместе с Ужаревичем издал «немецко-иллирский» словарь. Тогда же была основана «Иллирская Матица», которая, приступая к изданию дубровницких классиков, поручила Мажураничу пополнить недостающие 14 и 15 песни знаменитой поэмы Гундулича «Осман». Мажуранич блестяще выполнил эту трудную задачу: по общему признанию хорватских критиков, его стихи удивительно воспроизводят старого дубровницкого поэта и вполне соответствуют духу целого произведения. Лучшим поэтическим произведением Мажуранича признана эпическая поэма «Смерть Смаил-ага Ченгича» («Smrt Smail-age Čengića»), впервые появившаяся в альманахе «Iskra» (1846), неоднократно переиздававшаяся как на латинице, так и на кириллице и переведённая на многие языки. Несмотря на излишнюю погоню за эффектами и ряд несоответствующих черногорскому быту сцен, поэма Мажуранича представляет собой художественную и цельную картину из истории геройской борьбы черногорцев с турками в 1840 году. Воспевая в своей поэме реальное событие и называя исторических лиц, Мажуранич лишь отчасти изменил обстановку: героя события, убившего Измаил-агу — Новицу Церовича — Мажуранич сделал раскаявшимся потурченцем, перешедшим на сторону черногорцев, чтобы отомстить аге за гибель своего отца.
В 1848 году Мажуранич издал брошюру «Хорваты мадьярам» («Hrvati Magjarom»), в которой выразил сочувствие революции во Франции и потребовал для хорватов — в рамках Венгерско-Хорватского Королевства равенства вероисповеданий и полной внутренней самостоятельности с правом свободного избрания бана. Он указывал на Швейцарию как на образец политического устройства, где не ущемляются земские и национальные права; предсказывал восстановление государственного бытия Польши.
Некоторое время Мажуранич служил в Вене начальником придворной канцелярии по делам хорватов. После торжества в 1867 году Австро-Венгерского дуализма он вышел в отставку.
С 1858 до 1872 года Мажуранич состоял председателем «Иллирской Матицы». В 1873—1880 годах Мажуранич был хорватским баном.
Умер Мажуранич в Загребе, в 1890 году.
Портрет Мажуранича изображён на банкнотах в 100 хорватских кун 1993 и 2002 годов.